# Конвергенция (лингвистика)
Конвергенцията на езика е вид езикова промяна, при която езиците структурно приличат един на друг в резултат на продължителен езиков контакт и взаимна намеса, независимо от това дали тези езици принадлежат към едно и също езиково семейство, т.е. произтичат от общ генеалогичен протоезик.
Конвергенцията на езика се осъществява в географски райони с два или повече несвързани езика, които се развиват в контакт един с друг, което води до появата групи езици с подобни езикови характеристики, които не са наследени от протоезика на всеки език. Езикови характеристики, споделени от езиците в езикова област в резултат на конвергенция на езика, се наричат ареални характеристики.